# Leonard McCoy

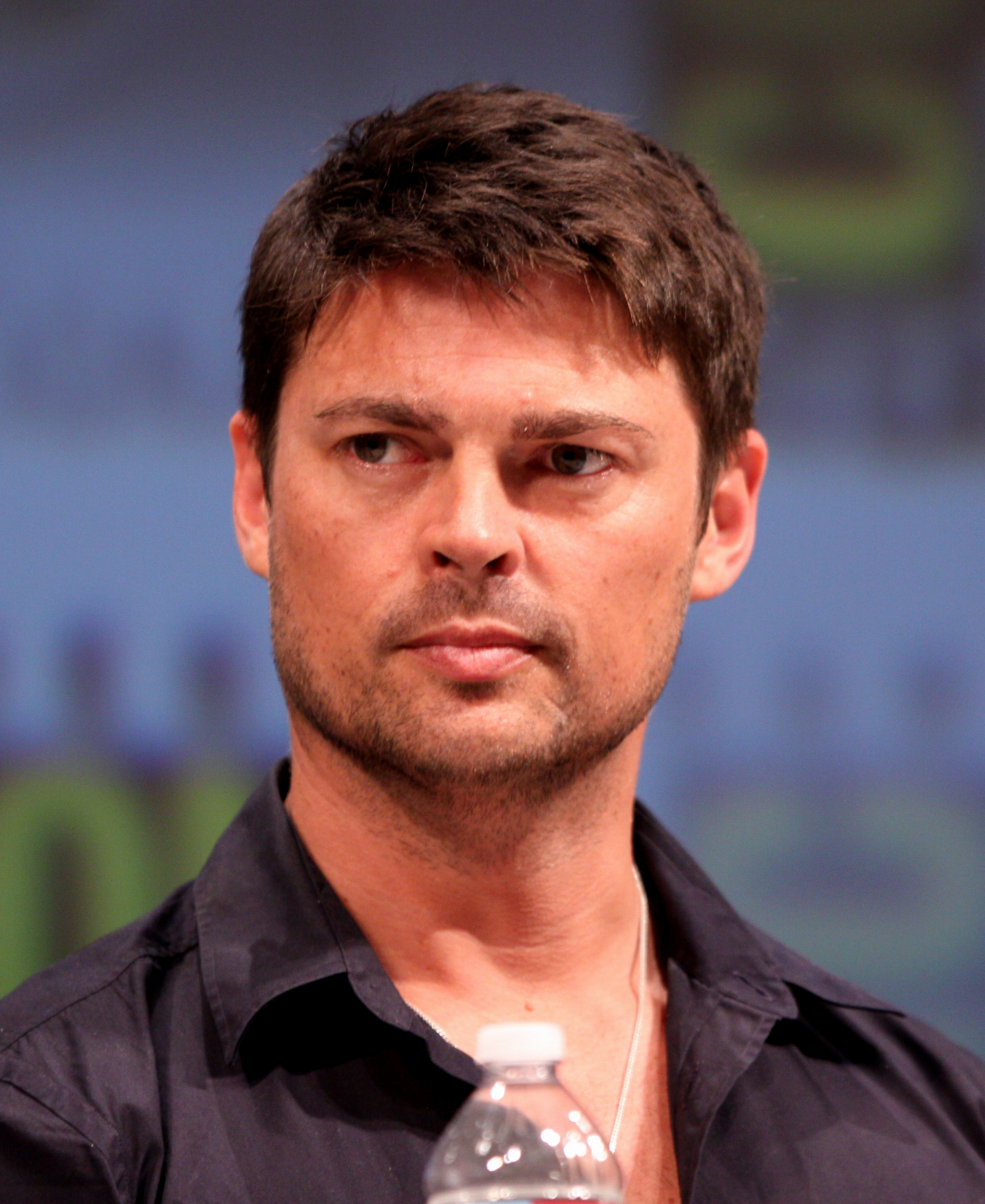
Karl Urban, druhý představitel doktora McCoye

Leonard H. McCoy (přezdívaný „Kostra“, v originále „Bones“) je fiktivní postava ze sci-fi světa Star Treku. Je hlavním lékařem na hvězdné lodi USS Enterprise a blízkým přítelem kapitána Kirka a prvního důstojníka Spocka.
Prvním představitelem Leonarda McCoye byl DeForest Kelley, který jej hrál v původním seriálu Star Trek (1966–1969). Roli si zopakoval i ve stejnojmenné animovaném seriálu z let 1973–1974 a v následujících šesti hraných celovečerních snímcích (do roku 1994). Hostoval také v pilotním dvojdíle „Střetnutí na Farpointu“ seriálu Star Trek: Nová generace (1987). Záběry z nejstaršího seriálu byly rozsáhle použity i v díle „Další trable s tribbly“ (1996) seriálu Star Trek: Stanice Deep Space Nine. V rebootové filmové sérii hraje McCoye od roku 2009 Karl Urban.

## Životopis
McCoy se narodil roku 2227 v Georgii, vystudoval Mississippskou univerzitu. V roce 2266 se McCoy stal vedoucím lékařem a důstojníkem lodi USS Enterprise pod velením kapitána Jamese T. Kirka. McCoy a Kirk se již pod velením kapitána Pikea stali dobrými přáteli. Díky McCoyovi se Kirk dostal na Enterprise, kde posléze prokázal své schopnosti, které mu zajistily místo kapitána hvězdné lodi.
McCoy také poskytuje Kirkovi druhý pohled na věc oproti vulkánskému Spockovi, který se bezvýhradně řídí logikou. Naproti jemu je doktor McCoy veden svým úsudkem a emocemi. Proto se spolu velmi často dostávají do sporů, ale přesto jde o přátele. Ostatně to byl McCoy, který se stal nositelem Spockova vědění ve filmu Star Trek II: Khanův hněv. Díky McCoyovi tak mohla být navrácena Spockova katra do jeho znovuvytvořeného těla (Star Trek III: Pátrání po Spockovi).
V pilotní epizodě série Star Trek: Nová generace s názvem „Střetnutí na Farpointu“ je McCoy již hodnosti admirála Federace.

## Vývoj postavy
Tvůrce Star Trek Gene Roddenberry měl DeForesta Kelleyho jako svou první volbu. Samozřejmě pro pilotní díl „Klec“ nechal Roddenberry na volbě režiséra a lodního doktora Phillipa Boycea hrál John Hoyt. Pro další pilotní díl „Kam se dosud člověk nevydal“ Roddenberry akceptoval přání režiséra Jamese Goldstona, aby dr. Pipera hrál Paul Fix. DeForest Kelley tedy ztvárnil dr. McCoye až v epizodě „Past na muže“.